# Bomarea formosissima
Bomarea formosissima là một loài thực vật có hoa trong họ Alstroemeriaceae. Loài này được (Ruiz & Pav.) Herb. miêu tả khoa học đầu tiên năm 1837.